# Contea di Song
La contea di Song (嵩县S, Sōng XiànP) è una contea della Cina, situata nella provincia di Henan e amministrata dalla prefettura di Luoyang.